# Local Government Areas in Tasmanien
Der australische Bundesstaat Tasmanien ist in 29 lokale Selbstverwaltungsgebiete, sogenannte Local Government Areas (LGA), eingeteilt (Stand August 2006). Sie tragen jeweils zusätzlich die formelle Bezeichnung City oder Municipality. Diese Unterscheidung ist historisch bedingt, hat aber heute keine Bedeutung mehr.

Karte Local Government Areas in Tasmanien

| Local Government Area | Hauptort     | Fläche (km²) | Bevölkerung Juni 2006 Schätzung | Bevöl- kerungs- dichte | Gebiet                   |
| --------------------- | ------------ | ------------ | ------------------------------- | ---------------------- | ------------------------ |
| Break O’Day           | Saint Helens | 3.809        | 6.218                           | 1,6                    | Nordosten                |
| Brighton              | Brighton     | 168          | 14.329                          | 85,3                   | Greater Hobart           |
| Central Coast         | Ulverstone   | 931          | 21.259                          | 22,8                   | Nordwesten und Westküste |
| Central Highlands     | Hamilton     | 7.976        | 2.316                           | 0,3                    | Midlands                 |
| Circular Head         | Smithton     | 4.917        | 8.188                           | 1,7                    | Nordwesten und Westküste |
| City of Burnie        | Burnie       | 618          | 19.701                          | 31,9                   | Nordwesten und Westküste |
| City of Clarence      | Rosny Park   | 386          | 50.808                          | 131,6                  | Greater Hobart           |
| City of Devonport     | Devonport    | 116          | 24.880                          | 214,5                  | Nordwesten und Westküste |
| City of Glenorchy     | Glenorchy    | 120          | 44.179                          | 368,2                  | Greater Hobart           |
| City of Hobart        | Hobart       | 76           | 49.556                          | 650,3                  | Greater Hobart           |
| City of Launceston    | Launceston   | 1.405        | 64.620                          | 45,9                   | Greater Launceston       |
| Derwent Valley        | New Norfolk  | 4.111        | 9.692                           | 2,4                    | Südosten                 |
| Dorset                | Scottsdale   | 3.196        | 7.253                           | 2,3                    | Nordosten                |
| Flinders              | Whitemark    | 1.333        | 881                             | 0,7                    | Nordosten                |
| George Town           | George Town  | 652          | 6.744                           | 10,3                   | Greater Launceston       |
| Glamorgan Spring Bay  | Triabunna    | 2.522        | 4.329                           | 1,7                    | Südosten                 |
| Huon Valley           | Huonville    | 5.497        | 14.442                          | 2,6                    | Südosten                 |
| Kentish               | Sheffield    | 1.187        | 5.965                           | 5,0                    | Nordwesten und Westküste |
| King Island           | Currie       | 1.100        | 1.703                           | 1,5                    | Nordwesten und Westküste |
| Kingborough           | Kingston     | 717          | 31.706                          | 44,2                   | Greater Hobart           |
| Latrobe               | Latrobe      | 550          | 8.888                           | 16,2                   | Nordwesten und Westküste |
| Meander Valley        | Westbury     | 3.821        | 18.938                          | 4,9                    | Greater Launceston       |
| Northern Midlands     | Longford     | 5.130        | 12.505                          | 2,4                    | Midlands                 |
| Sorell                | Sorell       | 582          | 12.131                          | 20,8                   | Greater Hobart           |
| Southern Midlands     | Oatlands     | 2.561        | 5.845                           | 2,3                    | Midlands                 |
| Tasman                | Nubeena      | 660          | 2.317                           | 3,5                    | Südosten                 |
| Waratah-Wynyard       | Wynyard      | 1.187        | 13.815                          | 11,6                   | Nordwesten und Westküste |
| West Coast            | Zeehan       | 9.574        | 5.171                           | 0,5                    | Nordwesten und Westküste |
| West Tamar            | Beaconsfield | 689          | 21.543                          | 31,3                   | Greater Launceston       |
| Tasmanien             | Hobart       | 68.400       | 489.922                         | 7,5                    |                          |